# Vaarasaari (ö i Södra Karelen)
Vaarasaari är en ö i Finland. Den ligger i sjön Kukkarolahti och i kommunen Parikkala i den ekonomiska regionen  Imatra ekonomiska region  och landskapet Södra Karelen, i den sydöstra delen av landet, 290 km nordost om huvudstaden Helsingfors. Öns area är 0,2 hektar och dess största längd är 60 meter i sydöst-nordvästlig riktning.